# Sous le signe du Capricorne
Sous le signe du Capricorne rassemble 6 aventures de Corto Maltese. Écrites et dessinées par Hugo Pratt, elles succèdent à La Ballade de la mer salée :
- Le Secret de Tristan Bantam ;
- Rendez-vous à Bahia ;
- Samba avec Tir Fixe ;
- L’Aigle du Brésil ;
- ... Et nous reparlerons des gentilshommes de fortune ;
- À cause d'une mouette.

Elles se déroulent en Amérique du Sud et centrale : au Suriname, en Guyane, au Brésil, sur le cours du fleuve São Francisco, au Belize et dans les Petites Antilles, de 1916 à 1917.

## Le retour de Corto
En novembre 1969, au 5e Festival international de la bande dessinée à Lucca, en Italie, Hugo Pratt est présenté à Georges Rieu, rédacteur en chef de l'hebdomadaire Pif Gadget. Ce dernier se propose de le publier en France. Pratt accepte et décide de reprendre le personnage du marin maltais qu'il avait créé dans La Ballade de la mer salée. Il en fera son personnage fétiche en lui offrant le destin d’un héros conradien.
Après cet épisode fondateur, Corto navigua avec Raspoutine en Océanie, puis arriva en Amérique, débarquant à Panama en août 1915, où ils se séparent. Parcourant le continent, ils finissent par se retrouver dans un des épisodes.

## Six histoires

### Le Secret de Tristan Bantam

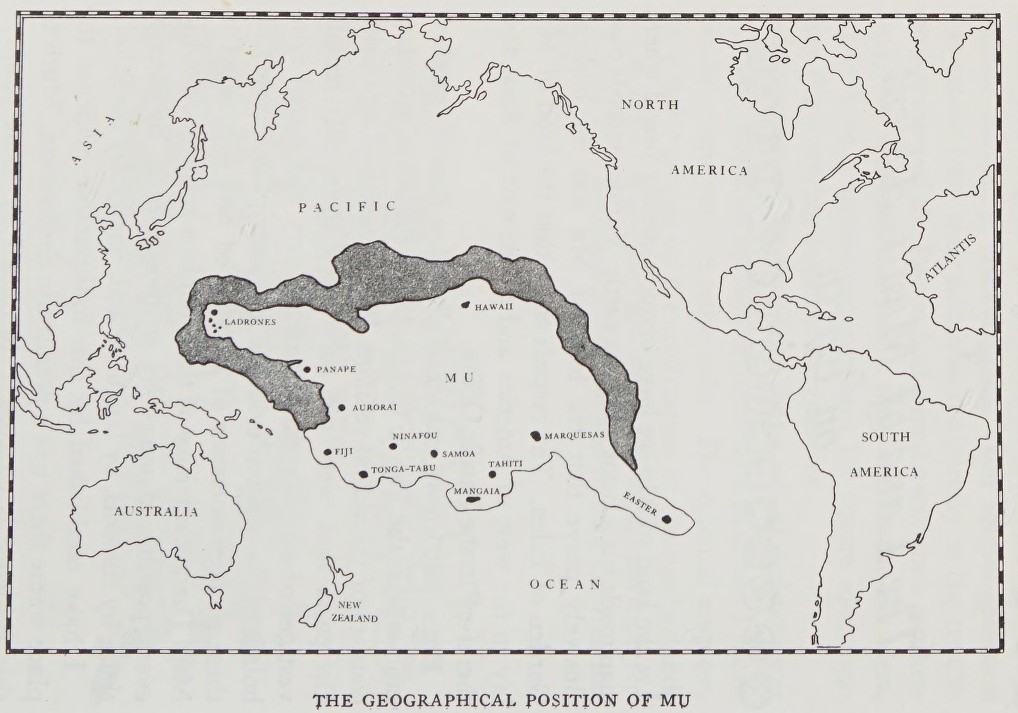
Carte de Mu selon James Churchward.

En Guyane hollandaise, en 1916, le commandant Corto Maltese se repose à Paramaribo, dans la pension tenue par l'Indonésienne Madame Java. Il y fait la connaissance de Jeremiah Steiner, ancien professeur de l'Université de Prague, maintenant devenu alcoolique.
Un jour, Tristan Bantam – un adolescent en possession de documents que son père, le scientifique Ronald Bantam, lui a légués – vient demander de l'aide au  professeur Steiner pour trouver ce que son père a toujours cherché de son vivant : le Royaume disparu de Mu. Celui-ci se trouvait dans la région du Haut Xingu, au Brésil. Il doit aussi retrouver sa demi-sœur dans ce même pays, Morgana – qui possède également des documents confiés par son père. Il se trouve qu'elle est propriétaire de la Compagnie Financière Atlantique qu'elle dirige avec la magicienne Bouche dorée.
Les évènements se précipitent ; Tristan est blessé après un attentat contre sa personne et le bateau de Corto est incendié. Ceci l'amène à mener l'enquête et il ne tarde pas à livrer à la police le seul survivant des tueurs à gages. Il apprend ainsi que le commanditaire de l'assassinat du jeune Bantam n'est autre que son tuteur, l'avocat Milner, officiant à Londres. Tristan Bantam achète alors le yawl de Madame Java, le « Dreaming Boy », pour tenter de joindre sa sœur à São Salvador da Bahia (Brésil), invite le professeur Steiner à l'accompagner et engage Corto Maltese pour ce voyage.

### Rendez-vous à Bahia

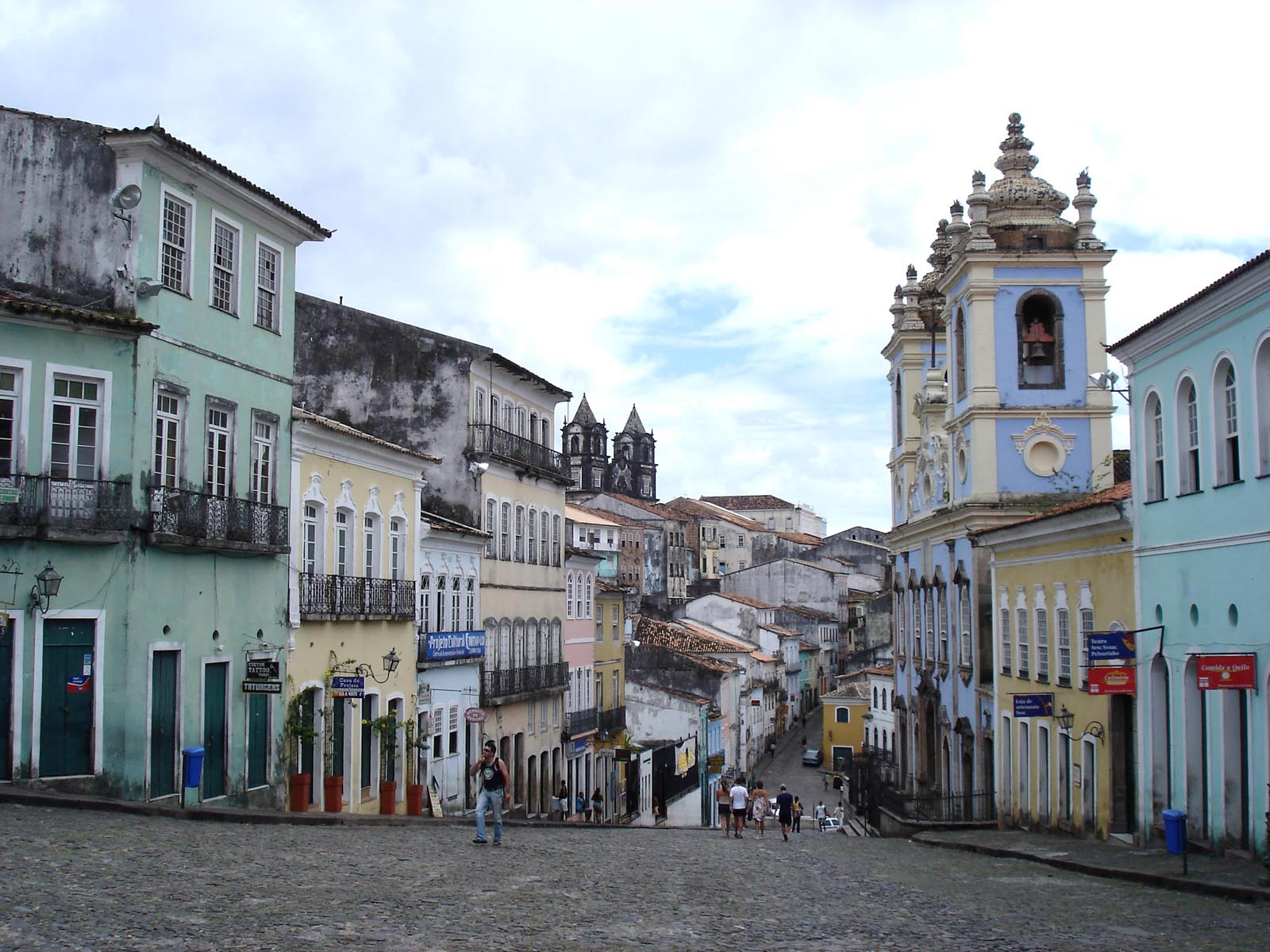
Le largo do Pelourinho, São Salvador da Bahia

En longeant les côtes de la Guyane française, l'équipage est alerté par des appels au secours venant de la terre. En débarquant, ils font la connaissance d'un évadé du bagne de Saint-Laurent-du-Maroni, surnommé Cayenne (comme la ville guyanaise) qu'ils embarquent avec eux. Au cours de leur escale, ils échangent aussi avec des Indiens Caraïbes, dont un lit dans le feu des messages concernant Tristan. Reprenant leur route, les voyageurs discutent avec Cayenne et apprennent que celui-ci connaît l'avocat Milner, qui dirige un réseau d'affaires louches dans toute la région. Le bagnard espère le tenir un jour, pour venger d'anciens compagnons que Milner a fait assassiner. De son côté, Corto est persuadé que l'avocat a supprimé le père de Tristan pour une histoire d'héritage.
Corto, Tristan, Steiner et Cayenne arrivent à São Salvador da Bahia, où Tristan rencontre pour la première fois sa demi-sœur Morgana Bantam. Or, d'après les renseignements de Bouche dorée, Milner serait lui aussi arrivé à São Salvador da Bahia, sans doute dans l'espoir de s'emparer des documents que possède Morgana. Milner ne tarde  d'ailleurs pas à retrouver le jeune Tristan mais Corto intervient et livre l'avocat à Cayenne.
Quant aux documents que Morgana a en sa possession, il s'y trouve des indications pour se rendre aux ruines du Royaume de Mu, dans le Haut Xingu.
Corto décide de poursuivre leur chemin et d'aller à Itapoá retrouver Bouche dorée, la maîtresse de magie de Morgana. Il évoque aussi un galion espagnol chargé d'or qui gît au fond de l'eau, sur la côte nord du Brésil.

### Samba avec Tir Fixe

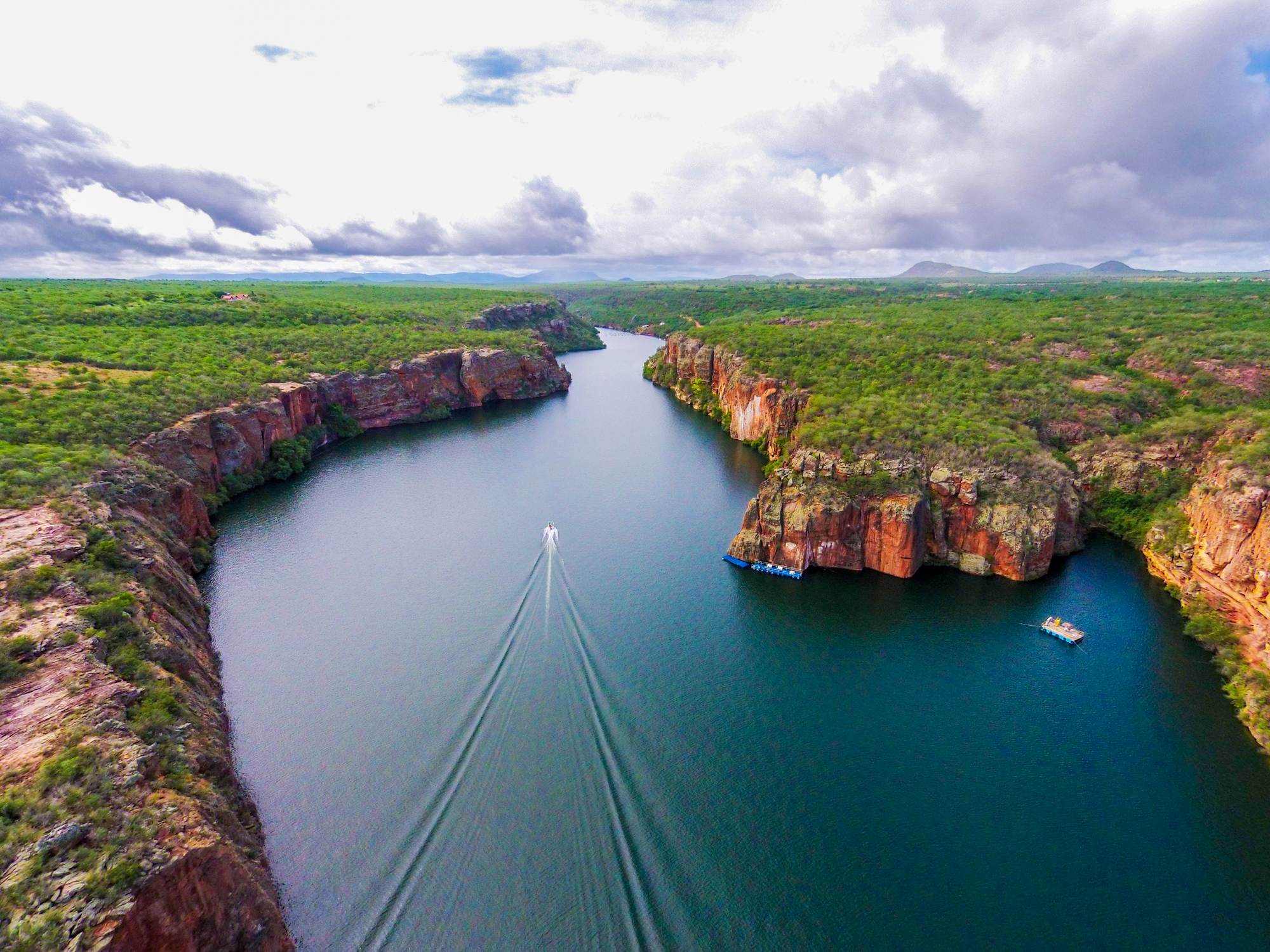
Canyons sur le fleuve São Francisco, dans la ville de Canindé de São Francisco, Sergipe. Photo réalisée par drone

En débarquant sur la plage d'Itapoá, ils sont attendus par Bouche dorée qui ne tarde pas à proposer une affaire à Corto : elle a des amis dans le Sertão qui se révoltent contre un colonel qui élimine les paysans rebelles par l'intermédiaire de mercenaires. Elle lui demande, contre une forte récompense, d'utiliser son bateau pour leur livrer armes et argent.

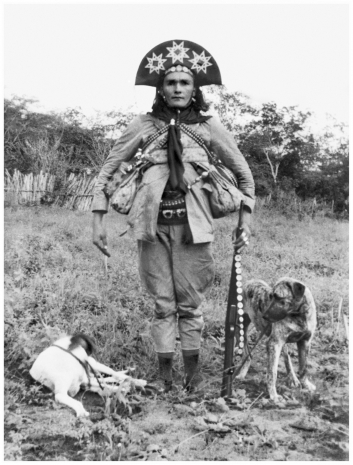
Cangaceiro Corisco

Corto et ses compagnons, accompagnés maintenant par Morgana Bantam, remontent le Rio São Francisco quand leur bateau est abordé par une canonnière. Un affrontement se déclenche. Mis en joue, Corto est sauvé par un tir des cangaceiros depuis la rive. Ces derniers s'emparent de la canonnière et font prisonnier l'équipage. Morgana reconnaît leur chef, Tir Fixe. C'est un ami. Les armes et l'argent lui sont remis.
Tir Fixe se joint à Corto et  ensemble ils remontent le fleuve en direction de la propriété du colonel, à Santa Anna do Sobradinho. Arrivé sur place, Tir Fixe exécute le colonel  mais se fait lui-même blesser, et finit par succomber à ses blessures.
Corto désigne l'adolescent Corisco de Sao Jorge comme successeur de Tir Fixe : il aura la charge de continuer la lutte pour obtenir justice et liberté.

### L’Aigle du Brésil
De retour chez Bouche dorée, Corto Maltese refuse la récompense promise car il se sent un peu responsable de la mort de Tir Fixe. Morgana, quant à elle, attend de la visite : un certain baron allemand, Hasso von Manteuffel. Jeremiah Steiner, Tristan Bantam et Corto Maltese ne s’attardent pas et lèvent l’ancre vers le nord afin que Tristan Bantam puisse rejoindre l’Angleterre et poursuivre ses études. Corto est aussi à la recherche du trésor d'un galion espagnol qui coula en 1580 sur les écueils de l’île de Marajá (pt), au nord du Brésil, s'aidant de documents trouvés dans la bibliothèque indienne (es) de la cathédrale de Séville.
Arrivés sur l'île, Corto et ses amis remarquent l’étrange présence d’un navire de guerre allemand. Serait-ce là l’explication de la disparition de nombreux navires alliés dans cette zone de l’Atlantique ? Corto prend la décision de mouiller et de débarquer. Voilà qu’il revoit le fameux baron, accompagné de soldats africains du Togo, qu'il surprend en train de communiquer par signaux lumineux avec le navire allemand, sans doute pour un prochain ravitaillement en combustible. En effet, un cargo brésilien est en vue et les évènements se précisent.
Le baron apprendra par un sergent de la police britannique, infiltré dans ses rangs, que Bouche dorée et Morgana sont des agents de l’espionnage commercial anglais. Elles trompent les Allemands en acceptant de ravitailler leur flotte. Le navire allemand est immobilisé et l’équipage fait prisonnier. Quant au cargo brésilien, Bouche dorée et Morgana se sont arrangées pour qu'il soit coulé exactement là où se trouve le galion espagnol, afin de pouvoir en récupérer l'or. Au nez et à la barbe de Corto !

### … Et nous reparlerons des gentilshommes de fortune

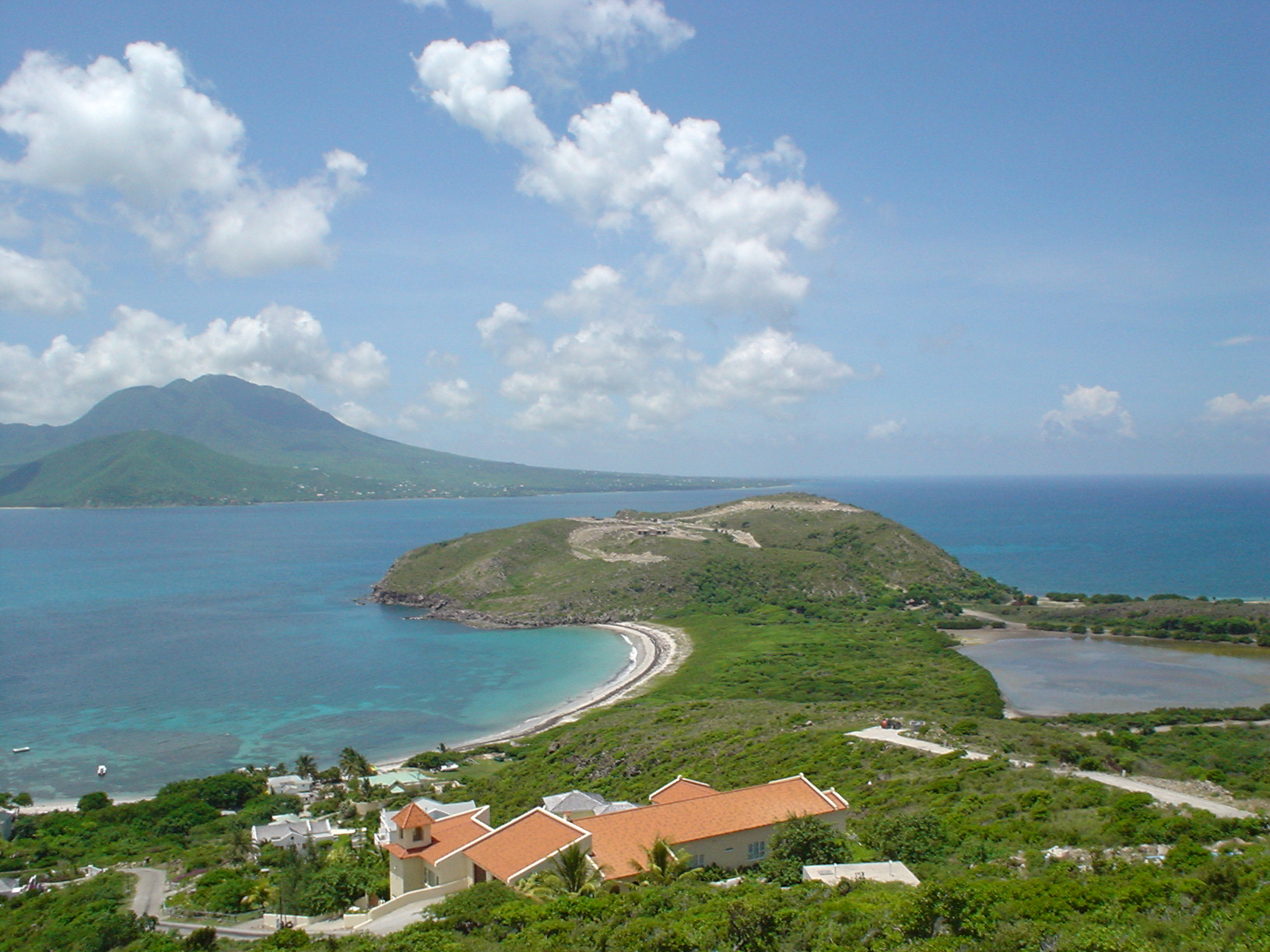
Péninsule du sud-est (Saint-Kitts). L'île sur la gauche est Nevis.

En 1917, poursuivant son voyage vers le nord, Corto évoque une chasse au trésor. Elle a débuté, voilà deux siècles, avec le pirate Barracuda le Touche-à-tout. D'après le récit de Corto, ce pirate créole de Marie-Galante fit équipe, vers 1700, avec Capitain Teach Black Beard de Bristol, Calico Jack Rackham et Agonie la belle de La Rochelle. Ensemble, ils pillèrent le galion espagnol Fortune royale et transbordèrent l'or qu'il contenait sur un sloop. Ils confièrent ce sloop à un ami, le « Santo », en le chargeant de cacher le trésor. Pour trouver ce trésor, il faut retrouver quatre cartes en os de baleine. Chacune d’entre elles représente un as et contient une partie de l’énigme. Réunies, elles dévoilent l’accès au trésor.
Se rappelle-t-il cette histoire parce qu’il est en vue de Saint-Kitts ? Toujours est-il qu’il éprouve le besoin de faire escale à Basseterre pour rendre visite à Miss Ambiguïté de Poincy. Barracuda est son ancêtre et Corto a une idée derrière la tête. Il possède l’as de trèfle. Ambiguïté, l’as de carreau. Face à elle, il apprend avec surprise que Raspoutine est lui aussi amarré dans le port. Eux s'étaient quittés à Panama quelques mois auparavant. De plus, c’est lui qui détient l’as de cœur ! Ambiguïté et Corto montent à bord du bateau de Raspoutine. L’accueil est plutôt rude mais les trois compères coopèrent et décryptent les trois cartes en leur possession en faisant route vers leur « île au trésor ».
En débarquant, ils découvrent qu’ils ne sont pas seuls. La poudre des canons va parler. Ambiguïté y laissera sa peau. Quant au trésor…
À son retour, après s’être séparé de Raspoutine en partance pour Cuba, Corto rejoint son voilier. Il se rend compte de l’absence de Tristan, déjà en route pour l’Angleterre. Jeremiah vient lui remettre une lettre de Bouche dorée, arrivée pendant son absence. En l’ouvrant, il y a la quatrième carte en os de baleine : l’as de pique !

### À cause d’une mouette

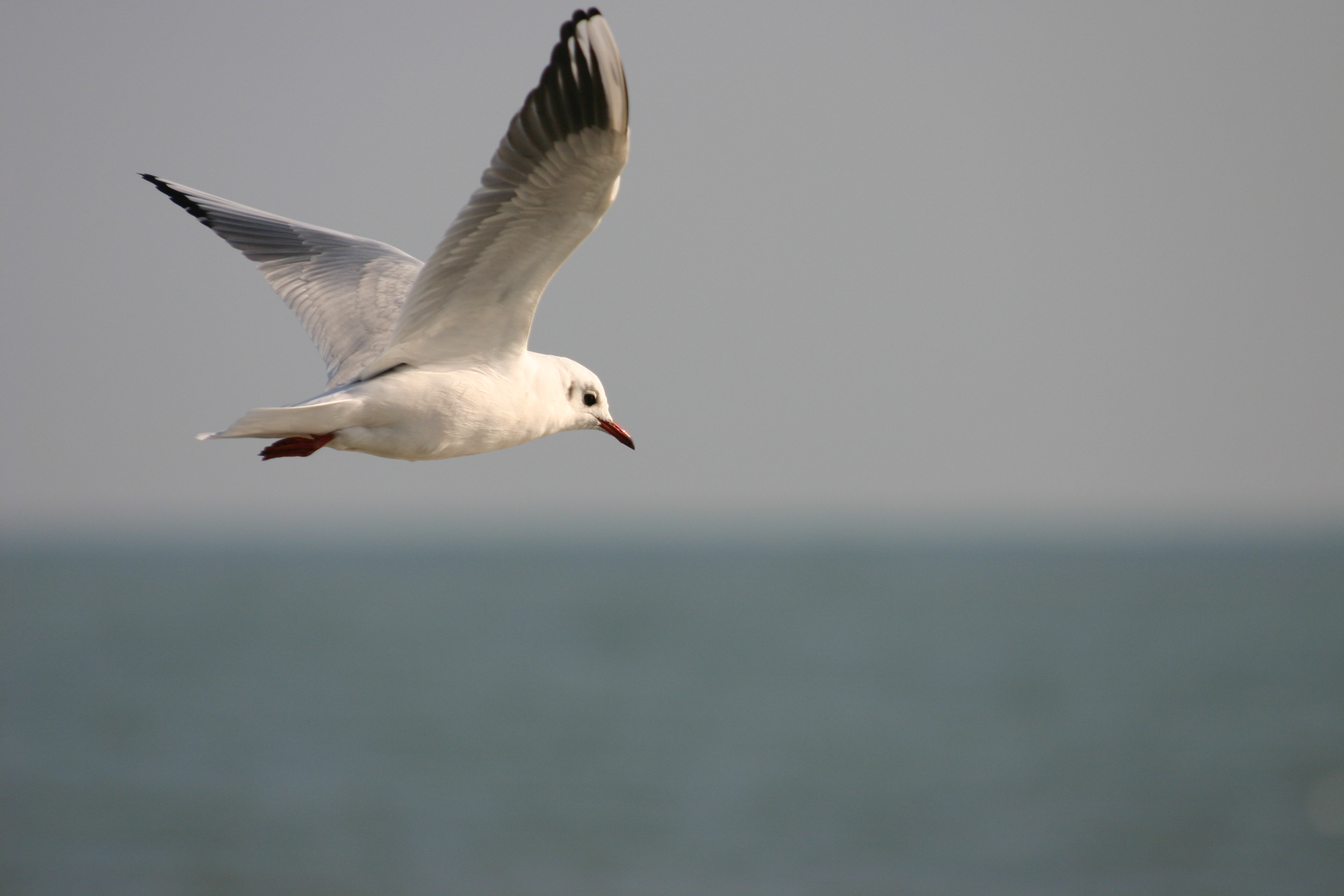
«…Elle l’avait vu et tournait autour de lui, dénonçant sa position par son triste cri. »(planche 1, case 3)

Sur l’île de Maracatoquã, au large du Honduras britannique (l'actuel Belize), Corto est en mauvaise posture. Il essuie les tirs d’un tireur embusqué sans pouvoir y échapper car une mouette signale le moindre de ses déplacements en virevoltant au-dessus de lui. Si bien qu’il finit par être atteint. Blessé, le voilà délirant sous le soleil. Le tireur s’approche. C’est une jeune fille. Manifestement, elle l’a pris pour un autre et s’aperçoit de son erreur. Sans tarder, elle le transporte dans sa demeure.
Corto se rétablit peu à peu mais le voilà devenu amnésique. Il en a oublié jusqu’à son nom. Il fait quelques pas à l’extérieur quand un incendie se déclare dans la maison. Corto accourt pour sauver la jeune fille des flammes et découvre un individu qui la menace avec son arme. Il le neutralise et l’abandonne aux flammes en emportant la demoiselle loin du brasier. Soledad Lokäarth est son nom. 
Un secret de famille est ainsi révélé : une histoire d’assassinat et de vengeance, de fausses rumeurs échafaudées autour de sa famille pour cacher la vérité. Elle a été contrainte à trouver refuge avec les siens sur cet îlot perdu pour échapper au tueur. En vain. 
Alertée par les flammes, la police arrive. Il faut fuir. Corto leur propose de prendre son bateau. Mais qu’était-il venu faire sur cette île ? Qui est-il ? Il ne s’en souvient toujours pas. La mouette seule le sait.
Quant à la suite de l'histoire, on l'apprend dans Vaudou pour Monsieur le président, aventure parue dans le volume Corto toujours un peu plus loin.

## Analyse

### Une introduction aux cultes afro-américains

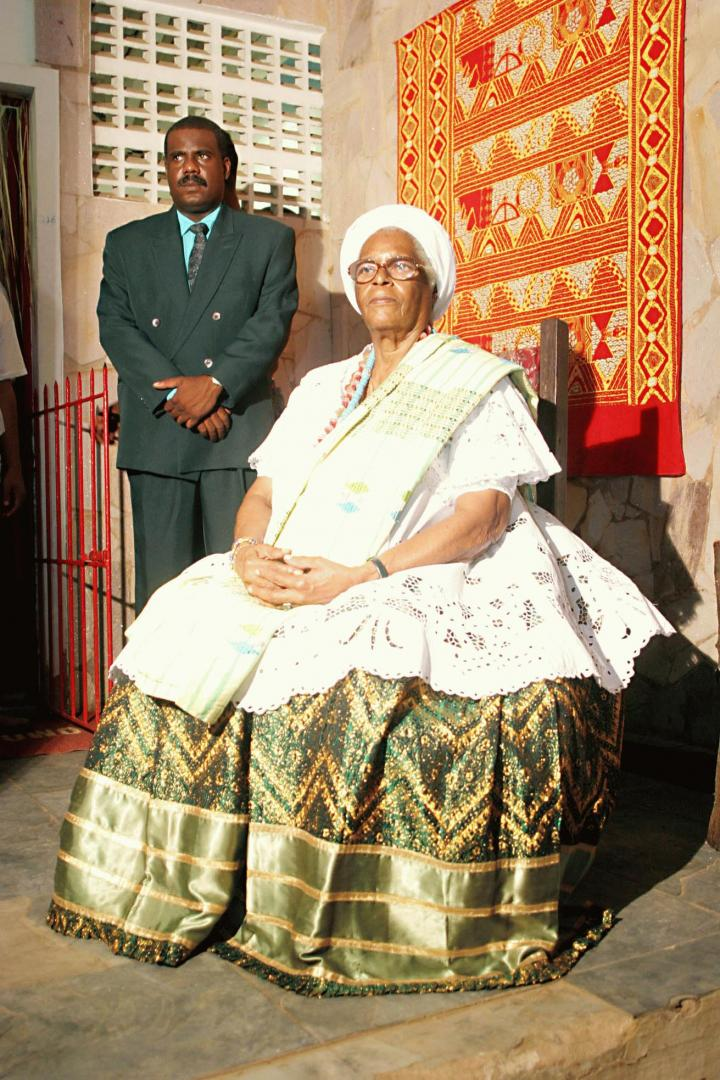
Alaiandê Xirê au Terreiro de São Gonçalo do Retiro.

Cet album est l'occasion pour Hugo Pratt de faire découvrir à ses lecteurs les religions afro-américaines – tout comme dans l'album suivant, Corto toujours un peu plus loin. Celles-ci furent créées à partir d'une multitude de cultes africains, apportés par les esclaves en provenance d'Afrique sur le continent américain, qu'ils mêlèrent avec les cultes locaux et ceux des Européens. De là naquirent le vaudou d'Haïti, la santeria de Cuba ou encore, le candomblé du Brésil.
Dans cet album, il s'agit principalement de cultes syncrétistes afro-brésiliens, dont São Salvador da Bahia constitue une des villes les plus emblématiques. Cette "Rome noire", peuplée très majoritairement de populations d'ascendance africaine, accueillit durant trois siècles des populations issues des traites négrières. Formant près d'un million et demi d'esclaves, dans un pays ayant absorbé près de 40 % de ces traites. C'est dans Bahia que vit le personnage de Bouche dorée, inspiré d'une personne de ce nom ayant réellement existé, vivant dans cette ville. Hugo Pratt la fréquentait, l'ayant connu grâce aux sœurs Dos Santos. Celle qu'on appelle une mère de saint lui a fait découvrir l'importance que représente le candomblé et ses orixás dans la société brésilienne.
Hugo Pratt a d'ailleurs longtemps vécu en Amérique latine, dans les années 1960 : le Brésil, les Guyanes, le Venezuela, des îles des Caraïbes. L'écrivain américain John Dos Passos mentionna dans son article sur le Brésil qu'un dessinateur italien l'a précédé sur les rives de l'Araguaia et dans l'Île de Bananal, qui n'est autre que Pratt. Celui-ci séjourna en particulier à Bahia, où il logeait essentiellement chez des familles noires, comme les sœurs métisses Dos Santos, ainsi que chez les indiens Xavántes en Amazonie, durant une vingtaine de jours.
D'après ses dires, Pratt aurait d'ailleurs eu, au cours de ses séjours, deux enfants : une fille avec une des sœurs Dos Santos qui fut sa compagne, et un garçon du nom de Tebocua avec une femme de la tribu indienne. Il les reconnut tous les deux et ils portent le nom de Pratt. Tout comme il reconnut sa belle-fille (la fille de sa compagne), Gloriana, une mulâtresse. Pour l'anecdote, Hugo Pratt donna le nom de Tebocua au chef Kali'na que ses héros rencontrent en Guyane.
Cette connaissance du pays alimenta l'écriture de Sous le signe du Capricorne. C'est ainsi que la divinité Ogun Ferraille communique vocalement aux différents personnages. Notamment à Morgana, disciple de Bouche dorée, qui envoie à Tristan une lettre avec des symboles magiques de la macumba brésilienne, pour le prévenir du message transmis par Ogun. Elle apprend aussi sans relâche à interpréter le tarot de Marseille, en étudiant chaque arcane, grâce aux conseils de Bahianinha. Quant à la sorcière de Paramaribo qui parle avec la pensée avec Morgana, elle suggère à Corto d'envoyer une poupée vaudou à l’avocat Milner, ce qui provoque un incendie dans ses bureaux et sa maison de Londres. Comme souvent dans ses histoires, Hugo Pratt intègre des éléments des croyances des pays visités par Corto.

## Prépublications
- France : ces 6 histoires de Corto Maltese, paraissent pour la première fois dans le magazine Pif et son gadget surprise.
  - Tristan Bantam : no 58 du 3 avril 1970
  - Rendez-vous à Bahia : no 59 du 10 avril 1970
  - Samba avec Tir Fixe : no 66 du 29 mai 1970
  - L’Aigle du Brésil : no 75 du 31 juillet 1970
  - ...Et nous reparlerons des gentilshommes de fortune : no 82 du 18 septembre 1970
  - À cause d'une mouette : no 89 du 6 novembre 1970

## Albums édités en France
Texte et dessins de Hugo Pratt

### Premières éditions

#### Album relié – noir et blanc (1reversion)
- Corto Maltese (format à l’italienne 24x33, couverture toilée avec la reproduction, mise en couleurs, de la 1re case de la 1re histoire, préface de Claude Moliterni[10]), éd. Publicness[11], 1971.
  - Le Secret de Tristan Bantam – Rendez vous à Bahia – Samba avec Tir fixe – L’Aigle du Brésil –... Et nous reparlerons des gentilshommes de fortune – À cause d'une mouette.

#### Album relié – noir et blanc (2eversion)
- Corto Maltese (format à l’italienne 24x33, couverture avec le portrait de Corto Maltese en couleurs sur fond blanc, préface de Claude Moliterni), éd. Publicness, 1971.
  - 6 histoires (idem 1re version).
  - 1er Prix Phenix 1971 de la meilleure bande dessinée d’aventure[12].

### Rééditions

#### Albums reliés – noir et blanc

##### Découpage en 2 volumes
Volume 1
- Rendez vous à Bahia, éd. Casterman, 1972.
  - Le Secret de Tristan Bantam – Rendez vous à Bahia – Samba avec Tir Fixe.

Volume 2
- L'Aigle du Brésil, éd. Casterman, 1973.
  - L’Aigle du Brésil –... Et nous reparlerons des gentilshommes de fortune – À cause d'une mouette.

#### Albums brochés – noir et blanc
- Sous le signe du Capricorne, éd. Casterman, coll. « Les grands romans de la bande dessinée », 1979  (ISBN 2-203-33221-2)
- Sous le signe du Capricorne (nouvelle couverture), éd. Casterman, 2001.
- Sous le signe du Capricorne, Casterman 2011, coll. "Corto Maltese en noir et blanc", couverture souple à rabats, format 23,5/29,5  (ISBN 978-2-203-03355-9)
  - Le Secret de Tristan Bantam – Rendez vous à Bahia – Samba avec Tir fixe – L’Aigle du Brésil –... Et nous reparlerons des gentilshommes de fortune – À cause d'une mouette.

#### Petit format broché – noir et blanc
- Sous le signe du Capricorne, coll. « J’ai lu BD » no 63, éd. J’ai lu, 1988.
  - Le Secret de Tristan Bantam – Rendez vous à Bahia – Samba avec Tir fixe – L’Aigle du Brésil –... Et nous reparlerons des gentilshommes de fortune – À cause d'une mouette.

#### Albums reliés – couleurs

##### Découpage en 2 volumes
Volume 1
- Suite caraïbéenne (documents et aquarelles de Hugo Pratt), éd. Casterman, 1990.
- Suite caraïbéenne (format 21.5x29, préface de Marco Steiner, photos de Marco d’Anna : Vert, rouge et noir), éd. Casterman, série Corto Maltese, tome 3, septembre 2009  (ISBN 978-2-203-02426-7)
  - Le Secret de Tristan Bantam – Rendez vous à Bahia – Samba avec Tir Fixe.

Volume 2
- Sous le drapeau des pirates (documents et aquarelles de Hugo Pratt), éd. Casterman, 1991.
- Sous le drapeau des pirates (nouvelle jaquette), éd. Casterman, 2001.
- Sous le drapeau des pirates (format 21.5x29, préface de Marco Steiner, photos de Marco d’Anna : La mer d’or, les îles au trésor), éd. Casterman, série Corto Maltese, tome 4, paru le 27 mars 2010  (ISBN 978-2-203-02971-2)
  - L’Aigle du Brésil –... Et nous reparlerons des gentilshommes de fortune – À cause d'une mouette.

#### Petits formats brochés - couleurs
- Éd. Casterman, série Corto, 2006 :
  - Tome 3 : Le Secret de Tristan Bantam
  - Tome 4 : Rendez-vous à Bahia
  - Tome 5 : Samba avec Tir Fixe
  - Tome 6 : L’Aigle du Brésil
  - Tome 7 : ...Et nous reparlerons des gentilshommes de fortune
  - Tome 8 : À cause d'une mouette

## Moyen-métrage d’animation
- Sous le signe du Capricorne
  - Inspiré des cinq premiers épisodes.
  - Scénariste : Jean Pecheux.
  - Réalisateurs : Richard Danto et Liam Saury.
  - Avec les voix de Richard Berry (Corto Maltese), Patrick Bouchitey (Raspoutine), Catherine Jacob (Ambiguïté), Marie Trintignant (Bouche dorée).
  - Diffusé à la télévision sur Canal+, le 19 novembre 2003
  - DVD : Studio Canal, 2003.